# Friedrich Cerha
Friedrich Cerha   (Viena i Àustria, 17 de febrer de 1926 - Viena, 14 de febrer de 2023) va ser un compositor, director d'orquestra i pedagog musical austríac.

## Educació i carrera
Cerha va néixer a Viena. Va començar a tocar el violí als sis anys i va començar a compondre dos anys més tard.
Cerha va ser reclutat com a Luftwaffenhelfer als 17 anys i va servir inicialment a Achau, prop de Viena. Durant aquest temps, va participar en una sèrie d'actes de resistència contra el règim feixista. Després d'un semestre a la Universitat de Viena, va ser enviat a una escola d'oficials a la Dinamarca ocupada. Mentre era allà, va obtenir una sèrie de papers d'ordre de marxa en blanc, però signats i va desertar. Aquests papers li van permetre romandre sense ser detectat dins del territori alemany durant un temps, ja que els podia utilitzar com a prova que se suposava que hi havia d'estar. No obstant això, després d'un període, es va veure obligat a reincorporar-se a una unitat militar, durant un avanç de les forces russes prop de Pomerània. Va desertar per segona vegada i va fer el seu camí cap a l'oest d'Àustria, on va viure a les muntanyes durant diversos mesos, per evitar la captura per les forces aliades, fins que finalment va poder tornar a Viena.
Cerha va estudiar a l'Acadèmia de Música de Viena, violí amb Váša Příhoda, composició amb Alfred Uhl i pedagogia musical. Es va doctorar a la Universitat de Viena on va estudiar musicologia, cultura i llengua alemanyes i filosofia.
El 1958 va fundar el conjunt die reihe juntament amb Kurt Schwertsik, que va ser fonamental en la difusió de la música contemporània a Àustria. A més de compondre, Cerha es va guanyar una reputació com a intèrpret de les obres d'Alban Berg, Arnold Schoenberg i Anton Webern. Aquesta obra va incloure la finalització de l'òpera inacabada en tres actes d'Alban Berg, Lulu. Cerha va orquestrar seccions del tercer acte utilitzant les notes de Berg com a referència. L'òpera va ser estrenada per Pierre Boulez a París el 1979.
Paral·lelament a la seva carrera com a compositor, Cerha va ensenyar a la Universitat de Música i Arts Escèniques de Viena des de 1959 i entre 1976 i 1988 va ser professor de Composició, Notació i Interpretació de la Música Nova. Alguns dels seus estudiants notables durant aquest temps inclouen Georg Friedrich Haas, Karlheinz Essl, Petr Kotik, Gerald Barry i Benet Casablancas.
Cerha va produir tant obres orquestrals com òperes com Baal, Der Rattenfänger i Der Riese vom Steinfeld, aquesta última encarregada per l'Òpera Estatal de Viena, amb llibret de Peter Turrini. L'any 2006 es va estrenar l'Impulse per a gran orquestra, dedicada a l'⁣Orquestra Filharmònica de Viena amb motiu del seu 150è aniversari, i el Concert per a saxòfon soprano i orquestra, escrit el 2004.
Cerha i la seva dona Gertraud, una historiadora de la música, van ser membres fundadors de la Joseph Marx Society l'abril de 2006.
Cerha va morir a Viena el 14 de febrer de 2023, als 96 anys.

## Premis
- 1964: Premi Theodor Körner[9]
- 1986: Gran Premi Estatal d'Àustria de Música[1][9]
- 1986: Medalla d'or de la província d'Estíria[9]
- 1986: Medalla d'Honor de Viena d'or[9]
- 1988: Membre honorari del Konzerthaus de Viena[10]
- 2005: Decoració austríaca per a la ciència i l'art[1][11]
- 2006: Lleó d'Or de la Biennal de Música de Venècia[1][9]
- 2007: Membre d'Honor de la Societat d'Amics de la Música de Viena[10]
- 2008: Medalla d'or pels serveis a la regió de Viena[1][9]
- 2010: Creu d'Honor del Comandant de Plata pels Serveis a la Província de Baixa Àustria[9]
- 2011: Premi de Música de Salzburg[1][9]
- 2012: Premi de Música Ernst von Siemens[1][9][5]

## Obres destacades
Font:

### Òperes
- Netzwerk, 1981 per a cantants, recitadors, grups de moviment i orquestra[4]
- Baal, 1974/81 – text: Bertolt Brecht
- Der Rattenfänger, 1987 – text: Carl Zuckmayer
- Finalització de l'òpera Lulu d'Alban Berg, 1962–78[4]
- Der Riese vom Steinfeld, 2002 – text: Peter Turrini, 2002
- Onkel Präsident, 2013 – text: Peter Wolf i Cerha

### Altres obres
- Spiegel I, 1960 per a grups de moviment, objectes lleugers, orquestra i cinta[4]
- Spiegel II–VII, 1960–72
- Sinfonia, 1975
- Requiem für Hollensteiner, Text: Thomas Bernhard 1982/83,[4] dedicat a Kurt Ohnsorg, encarregat per la Joventut Musical Austríaca per al 25è aniversari del Cor Juvenil de Viena.[13]
- Baal-Gesänge, 1983
- Keintate I, II, 1983 ss.[4]
- Momentum für Karl Prantl, 1988
- Fünf Stücke per a clarinet en la, violoncel i piano, 1999–2000
- Concert per a saxo soprano i orquestra, 2003–2004
- Concert per a violí, 2004
- Quintet d'oboè, 2007
- Concert de percussió, 2007–2008
- Com una tragicomèdia per a orquestra, 2008–2009
- Bruchstück, geträumt per a conjunt, 2009
- Paràfrasi de l'inici de la Simfonia núm. 9 de Beethoven, 2010
- Zebra-Trio per a trio de corda, 2011
- Tagebuch per a orquestra, 2012
- Drei Sätze für Orchester, 2015
- Fasce per a orquestra,[4] abans de 1993
- Langegger Nachtmusiken I-III,[4] abans de 1993
- Relazioni fragili per a conjunt de cambra,[4] abans de 1993